# Xanthichthys lima
Xanthichthys lima är en fiskart som först beskrevs av Bennett 1832.  Xanthichthys lima ingår i släktet Xanthichthys och familjen tryckarfiskar. Inga underarter finns listade i Catalogue of Life.